# Момчил Попов
Момчил Попов е български журналист и блогър, белетрист, графичен дизайнер, общественик. Към 2008 година има издадени пет книги.

## Биография
Син, внук и правнук на артисти визионери, той е роден в София през 1957 г. с името Георги Василев Попов. Затова някои от публикациите си подписва с Георги-Момчил Попов.
Прадядо му и дядо му по майчина линия Гаврил и Деспот Деспотови са от най-добрите майстори на гипсови декорации в България. Фамилия Деспотови сътворява вътрешната украса на култови стради в столицата на Нова България като Царския дворец, Военния клуб, Народното събрание, Съдебната палата. Участват и в реконструкциите и ремонтите им след бомбардировките (1941 – 1944 г.). Баща му, художникът Васил Попов, след репресии от комунистическия режим през 1970 г. емигрира нелегално в Канада.
Момчил Попов получава средното си образование по дизайн и вътрешна архитектура в родния си град София, учи история на изкуствата и фотография (ТДВА, 1976). Отслужва задължителната си военна повинност като общ работник, столовар, художник в трудов лагер на Строителни войски (1976 – 1978 г.). Завършва Българска филология в Великотърновски университет „Св. св. Кирил и Методий“.
До 1990 г. Георги-Момчил Попов работи като репортер и редактор във вестник „Ехо“ (1982 г.), публикува в списанията „Една седмица в София“, „Турист“, „Младеж“, вестниците „Орбита“, „Народна култура“ и др. Работата му като журналист по туризма изисква да пътува много из цяла България, посещава и повечето страни от т.нар. Социалистически лагер в Източна и Централна Европа.
След 1990 г. практикува като графичен дизайнер във вестниците „Народно земеделско знаме“, „Свободен народ“, „Български писател“, а по-късно в сп. „Планета Екоинфо“, „Туризъм и отдих“, издателство „Сибия“, сп. „Гора“.
Университетът във Велико Търново е организатор и домакин на първата му самостоятелна фотоизложба (1981 г.). Следващите две са в София – в Студентския дом на културата (1982 г.), и в Младежкия дом „Л. Димитрова“, днес зала „Оборище“ (1986 г.).
Поради несходство с принципите на „социалистическия реализъм“ до 1989 г. белетристиката на Момчил Попов е печатана рядко, само в периодичната преса. През 1993 г. е публикуван романът му „Копринената Мег“, създаден през 1982 г. „Копринената Мег“ днес е на лавиците на най-големите и престижни библиотеки в света: Библиотека на Конгреса на САЩ, Вашингтон – Library of Congress, Баварска национална библиотека в Мюнхен – Bayerische Staatsbibliothek Bavarian State Library Архив на оригинала от 2014-07-14 в Wayback Machine.; Библиотека на Университета „Харвард“, САЩ – Harvard University College Library.
Момчил Попов е създател и редактор на блога „Из София – вчера и днес“ (2009 г.), където за изминалите години има близо 300 000 посещения на български читатели от цял свят.
Книгата за културни забележителности на столицата „София – европейска дестинация“ през годините участва в международни туристически изложения в Мадрид, Лондон, Париж, Берлин, Москва, постоянно се обновява и има и нови издания.

### Книги
- „Интимности в пейзажа“ (1992)
- „Копринената Мег“ (1993)
- „Танц с вятъра“ (1994)
- „Ерос и Потури“ (1996)
- „София – европейска дестинация. I част“ (2006)